# 吴山民
吴山民（1902年—1977年），原名琅椿，字念萱，男，浙江义乌人，中华人民共和国政治人物，曾任浙江省政协副主席，第四届全国政协委员。